# 2002 في المغرب
تحتوي هذه المقالة على أهم الأحداث التي شهدتها المغرب في 2002، إضافة إلى أهم الشخصيات المغربية المولودة والمتوفية في هذه السنة.

## الحكم
- الملك: محمد السادس
- رئيس الحكومة: عبد الرحمن اليوسفي
- وزيرالداخلية: مصطفى ساهل

## الأحداث
- 27 سبتمبر – الانتخابات التشريعية المغربية 2002

### تعيين في المنصب
- 9 أكتوبر – إدريس جطو رئيس حكومة المغرب.

## رياضة
- فاز نادي حسنية أكادير بــ البطولة - الدوري المغربي لكرة القدم 2001–2002.
- فاز نادي الرجاء الرياضي بــ كأس العرش 2002.

## كتب
- كتاب: «جوائح وأوبئة مغرب عهد الموحدين»، للكاتب الحسين بولقطيب.

## أفلام
من الأفلام التي صدرت هذه السنة في المغرب:
- علي زاوا (فيلم) من إخراج نبيل عيوش.
- يد إلهية (فيلم) من إخراج إيليا سليمان.
- قصة حب (فيلم مغربي) من إخراج حكيم نوري.
- وبعد (فيلم) من إخراج محمد إسماعيل.
- عشاق موكادور (فيلم) من إخراج سهيل بنبركة.
- ولد الدرب (فيلم) من إخراج حسن بنجلون.
- الرقم السري (فيلم) من إخراج محمد لطفي.
- الفراشة السوداء من إخراج حسن غنجة.
- تسقط الخيل تباعا (فيلم) من إخراج محمد الشريف الطريبق.
- سعيدة (فيلم) من إخراج عبد المجيد رشيش.
- طيف نزار (فيلم) من إخراج كمال كمال
- عطش (فيلم) من إخراج سعد الشرايبي.
- محاكمة امرأة (فيلم) من إخراج حسن بنجلون.
- مذكرات وردية (فيلم) من إخراج محمد حسيني.
- منى صابر (فيلم) من إخراج عبد الحي العراقي.
- ولد الحمرية من إخراج عادل الفاضلي.

## مسلسلات
- العين والمطفية (مسلسل).
- لالة فاطمة (سلسلة).
- خلخال الباتول (مسلسل).

## موسيقى
- دمعة عين للمغني دوزي

## جوائز
- فاز الكاتب الروائى المغربى بنسالم حميش بــجائزة نجيب محفوظ

عن روايته «العلامة».

## وفيات

### فبراير
- 23 فبراير– أحمد ياشفين، مخرج وسيناريست مغربي (54 سنة).

### أبريل
- 18 أبريل – إدريس بنعمر العلمي، قائد عسكري مغربي(84 سنة).

### مايو
- 25 مايو – ميشال جوبرت، سياسي فرنسي من مواليد المغرب (80 سنة).

### يونيو
- 15 يونيو – سعيد بلقولة، حكم كرة قدم دولي مغربي (45 سنة).

### أكتوبر
- 11 أكتوبر – ماكسيم ليفي، سياسي إسرائيلي ذو أصل يهودي مغربي (52 سنة).